# I-Pop
Albums de Ayami Mutō
Eien to Shunkan
(23 avril 2014)
I-POP est le deuxième album studio de la chanteuse pop japonaise Ayami Mutō sorti le 25 février 2015.

## Détails de l'album
Il s’agit du deuxième album original d'Ayami Muto depuis son départ de Sakura Gakuin il y a presque trois ans. Cet album succède au premier album de la chanteuse Eien to Shunkan sorti dix mois auparavant (soit presque un an) en avril 2014.
L’album contient au total 8 titres inédits et est vendu en trois éditions avec des couvertures différentes : une édition régulière notée « Music Edition » et deux limitées quant à elles notées « Anniversary Edition » et « Yell Edition ».
Contrairement au CD des ésitions limitées comprenant que les 8 nouveaux titres, le CD de l'édition régulière comprend un 9e titre comme titre bonus qui n'est autre que la chanson Sora (宙), qui est en fait une des chansons extraites du premier album Eien to Shunkan, et qui est sortie en clip vidéo pour promouvoir la sortie de l'album précédent. Les éditions limitées seront accompagnées d’un DVD en supplément (différent pour chaque édition) ; les DVD comprennent les sessions d’enregistrement de l’album filmées, les making-of d’une des chansons de l’album et des vidéos de performances au Akasaka BLITZ LIVE.
Le clip vidéo d'une des chansons inédites Parallel World est mise en ligne sur YouTube en janvier 2015 pour promouvoir la sortie de I-POP. Dans le clip vidéo, Ayami joue le rôle d’un petit chaperon rouge « kawaii » errant dans un monde sombre et imaginaire. Le clip comporte des sous-titres en anglais.

## Listes des titres
| 1. | Parallel World (パラレルワールド)                        |  |
| 2. | Daydreamin’                                              |  |
| 3. | Doki Doki                                                |  |
| 4. | Mira Creation (ミラクリエイション)                       |  |
| 5. | Kaze no Shippo (風のしっぽ)                              |  |
| 6. | Kōshinkyoku Dai 1-ban Henrochōchō (交信曲第１番変ロ長調) |  |
| 7. | Mirai e no Sign (未来へのSign)                           |  |
| 8. | OWARI WA HAJIMARI                                        |  |

| 9. | Sora (宙) |  |

| 1. | Videos of Ayami Muto recording/preparing the eight new tracks |  |
| 2. | "OWARI WA HAJIMARI" @ Akasaka BLITZ LIVE vol.1                |  |

| 1. | "Parallel World" Making the video & Special Contents |  |
| 2. | "OWARI WA HAJIMARI" @ Akasaka BLITZ LIVE vol.2       |  |